# Paul ten Bruggencate
Pour les articles homonymes, voir Ten Bruggencate.
Paul ten Bruggencate, né le 24 février 1901 à Arosa et mort le 14 septembre 1961 à Göttingen, est un astronome et astrophysicien allemand.

## Biographie

### Jeunesse et éducation
Ten Bruggencate est né à Arosa, en Suisse, et il fréquente plusieurs écoles en Suisse, aux Pays-Bas et en Allemagne. Il étudie ensuite à l'université de Munich et commence son doctorat auprès de Hugo von Seeliger. Cependant, en raison de problèmes de santé, Seeliger doit confier la direction de ses doctorants à Hans Kienle (en),.
Ten Bruggencate est diplômé de l'université de Munich et rejoint en 1924, avec Hans Kienle, l'Observatoire de l'Université de Göttingen. Ten Bruggencate reste assistant à l'université de Göttingen jusqu'en 1926, date à laquelle il se rend à Java. Il y travaille avec l'astronome néerlandais Joan Voûte (en) à l'Observatoire Bosscha près de Lembang et commence une étude des étoiles variables Céphéides. Après deux ans à l'observatoire de Bosscha, il visite l'Observatoire du Mont Wilson et l'observatoire du Harvard College aux États-Unis. En 1929, il s'installe à l'université de Greifswald, dans le nord de l'Allemagne, où il termine son habilitation sur les étoiles variables Céphéides en 1935. La majeure partie de ce travail s'appuie sur les observations effectuées à Lembang,,.

### Carrière universitaire
Ten Bruggencate devient astronome en chef de l'observatoire de Potsdam en 1935. L'équipement le plus précieux de l'époque à Potsdam est le télescope solaire de la tour Einstein. À partir de ce moment, le centre d'intérêt principal des recherches de Ten Bruggencate devient le Soleil. En 1941, pendant la Seconde Guerre mondiale, ten Bruggencate devient directeur de l'observatoire de l'université de Göttingen. Poursuivant son intérêt pour l'observation du Soleil, il cherche un nouveau télescope solaire. L'observatoire déjà existant à Hainberg, au sud-est de Göttingen, offre le meilleur emplacement dans les environs. L'intérêt des militaires pour l'effet du Soleil sur les communications radio à ondes courtes permet de construire cet observatoire pendant la guerre. Le mécénat militaire et la connaissance approfondie de Ten Bruggencate du télescope solaire de Potsdam contribuent à la construction du nouveau télescope,.
Une antipathie personnelle entre Ten Bruggencate et Karl-Otto Kiepenheuer, qui travaille également pendant un certain temps à l'observatoire de l'université de Göttingen, conduit à une division des observations solaires allemandes. Alors que Kiepenheuer fonde l'Institut Fraunhofer (en) (à ne pas confondre avec l'actuelle Société Fraunhofer) et coordonne plusieurs observatoires solaires à travers l'Europe, ten Bruggencate construit son propre observatoire. Les deux groupes sont entretenus et soutenus par l'armée pour aider à prévoir les conditions de communication à ondes courtes.
Après la guerre, les observations sont poursuivies. Ten Bruggencate établit un deuxième observatoire solaire en Suisse, où les conditions météorologiques sont plus favorables par rapport au ciel souvent nuageux de l'Allemagne. L'observatoire de Locarno est planifié et construit à la fin des années 1950. Ten Bruggencate est président de l'Académie des sciences de Göttingen de 1958 à 1961. Il reste également directeur de l'Observatoire de l'Université de Göttingen jusqu'à sa mort en 1961. L'observatoire de Locarno est devenu pleinement opérationnel peu de temps après sa mort,.
L'observatoire de Locarno est fermé en 1984 et l'équipement transféré à l'observatoire du Teide à Tenerife, en Espagne. L'observatoire du Teide abrite également des télescopes de l'Institut Kiepenheuer de physique solaire.

## Reconnaissance
Le cratère Ten Bruggencate (en) sur la Lune porte son nom. En 1941 il est le dernier lauréat du prix Alfred Ackermann-Teubner.
Il est membre de l'Académie Léopoldine et il préside la Société astronomique d'Allemagne de 1957-1960.